# Wolfgang Milde
Wolfgang Milde (* 3. Juli 1934 in Allenstein; † 23. Juli 2011 in Wolfenbüttel) war ein deutscher Bibliothekar und Handschriftenwissenschaftler.

## Leben
Milde studierte Germanistik, Theologie und Bibliothekswissenschaft in Jena, Frankfurt am Main und Berlin. 1966 wurde er an der Freien Universität Berlin zum Dr. phil. promoviert, der Titel seiner Dissertation lautet Der Bibliothekskatalog des Klosters Murbach aus dem 9. Jahrhundert.
Er war in den Jahren 1966 bis 1997 Leiter der Handschriftenabteilung der Herzog August Bibliothek in Wolfenbüttel. Er wirkte maßgeblich daran mit, die Bibliothek, die im 17. Jahrhundert als die größte in Europa galt, zu einer modernen, international anerkannten Studien- und Forschungsstätte für das Mittelalter und die frühe Neuzeit auszubauen. Unter anderem gelang es ihm, 1983 das Evangeliar Heinrichs des Löwen zu erwerben.
Seine internationale Forschertätigkeit führte ihn als Vortragsredner nach Italien, Polen, Belgien und in die USA (A.S.W. Rosenbach Lectures in Bibliography der University of Pennsylvania Libraries in Philadelphia, Pennsylvania im Jahre 1992 über das Thema The Gospel of Henry the Lion) sowie als Gastprofessor nach Cincinnati, Ohio (1974). 1979 war er Gastdozent an der Freien Universität Berlin und seit 1986 Honorarprofessor ebendieser, sowie seit 1992 auch Honorarprofessor der Ernst-Moritz-Arndt-Universität Greifswald. Außerdem hatte er Lehraufträge an der Technischen Universität Braunschweig (seit 1986) und an der Humboldt-Universität zu Berlin.
Milde veröffentlichte zahlreiche Werke zur Buch-, Handschriften- und Bibliotheksgeschichte, zu den Werken Gotthold Ephraim Lessings und zum Evangeliar Heinrichs des Löwen.

## Schriften (Auswahl)
- Der Bibliothekskatalog des Klosters Murbach aus dem 9. Jahrhundert. Ausgabe und Untersuchung von Beziehungen zu Cassiodors „Institutiones“ (= Beihefte zum Euphorion. Band 4). Winter, Heidelberg 1968.
- Mittelalterliche Handschriften der Herzog-August-Bibliothek (= Kataloge der Herzog-August-Bibliothek Wolfenbüttel. Sonderband 1). Klostermann, Frankfurt/M. 1972.
- Mittelalterliche Bibliotheken in der neueren Bibliotheksgeschichtsschreibung. In: Werner Arnold (Hrsg.): Die Erforschung der Buch- und Bibliotheksgeschichte in Deutschland [Paul Raabe zum 60. Geburtstag]. Harrassowitz, Wiesbaden 1987, ISBN 3-447-02716-9, S. 361–388.
- mit Werner Schuder (Hrsg.): De captu lectoris. Wirkungen des Buches im 15. und 16. Jahrhundert; dargestellt an ausgewählten Handschriften und Drucken. De Gruyter, Berlin 1988, ISBN 3-11-009989-6.
- Habent sua fata libelli. Zur Geschichte eines Zitats. De Gruyter, Berlin 1988.
- Die Kunst der Wiegendrucke. In: Paul Raabe (Bearb.): Gutenberg. 550 Jahre Buchdruck in Europa (= Ausstellungskataloge der Herzog-August-Bibliothek. Band 62). VCH, Weinheim 1990, ISBN 3-527-17824-4, S. 191–210.
- Karl Löffler, Wolfgang Milde: Einführung in die Handschriftenkunde (= Bibliothek des Buchwesens. Band 11). Neu bearbeitet von Wolfgang Milde. Hiersemann, Stuttgart 1997, ISBN 3-7772-9723-2.
- Mediaevalia et Lessingiana. Kleine Schriften (= Spolia Berolinensia. Band 19). Weidmann, Hildesheim 2001, ISBN 3-615-00224-5.
- Gesamtverzeichnis der Lessing-Handschriften. Zwei Bände. Wehrhahn, Hannover 2016, ISBN 978-3-86525-500-6.